# Холланд, Ричард де

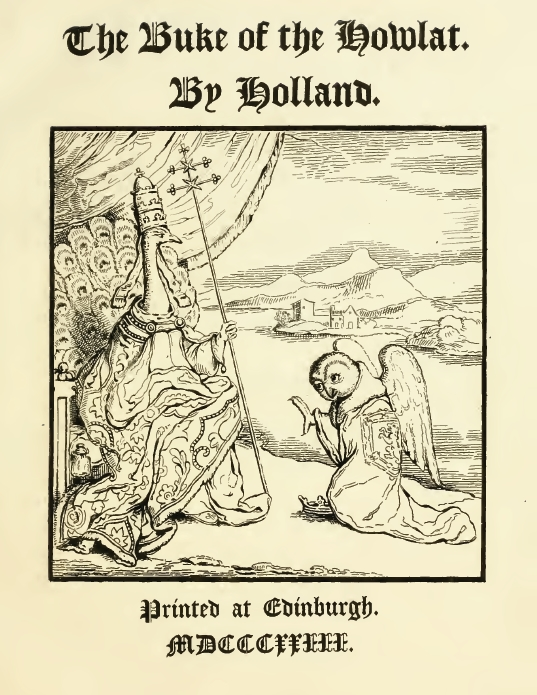
Обложка «Buke of the Howlat», издание 1823 г., Эдинбург

Ричард де Холланд или Ричард Холланд (англ. Richard de Holande; около 1420 — около 1480) — шотландский поэт, писатель

 эпохи Возрождения, священнослужитель.
Служил секретарём или капелланом у шотландского аристократа Арчибальда Дугласа, графа Морея, сына магната, Джеймса Дугласа, 7-го графа Дугласа (ок. 1450).
Впоследствии был настоятелем монастыря Аббреочи в Лох-Нессе.
Ярый сторонник клана Дугласов, после их опалы удалился на Оркнейские острова, затем на Шетландские острова. В 1482 году за отказ от верности Дугласам, был лишён помилования, предоставленного королём Шотландии Яковом III.
Автор известной политической аллегорической поэмы под названием «Buke of the Howlat» , написанной около 1450 года, в которой показывает преданность клану Дугласов
- Эта статья (раздел) содержит текст, взятый (переведённый) из одиннадцатого издания «Британской энциклопедии», перешедшего в общественное достояние.